# 金須松三郎
金須 松三郎（きす / かなす まつさぶろう、1844年（天保14年12月）- 1894年（明治27年）3月20日）は、明治期の実業家、政治家。貴族院多額納税者議員。

## 経歴
仙台藩士・金須治定（郁三郎）の第三子として生まれる。兄・正平に子がいなかったためその嗣子となる。藩学の礼方教官を務めた。また利殖の才に恵まれ巨万の富を築き、1887年（明治20年）5月に海防費として一万円を献ずるなど、公共のための寄付を多数行っている。
1889年（明治22年）以降、仙台市名誉職参事会員、宮城県会議員、所得税調査委員、東華学校商議員などを務めた。
帝国議会開設に伴い1890年（明治23年）の初回貴族院多額納税者議員選挙で互選され、同年9月29日に就任し、在任中の1894年3月に肺疾患により死去した。

## 家族
- 二女のともは岩崎総十郎の妻となった[7]。
- 妹の松代は1902年に高木兼寛夫妻を媒酌人にアメリカ帰りの歯科医高島某と日比谷大神宮で民間人として初の神前結婚式を挙げた[8][9]。